# Izumi Aso
Izumi Aso (in giapponese 麻生いずみ?; Prefettura di Saitama, 14 novembre 1960) è una fumettista giapponese, famosa per il manga La leggenda di Hikari.

## Biografia
Izumi Aso, amante del disegno fin da piccola, decide durante l'adolescenza di diventare mangaka: il suo debutto è nel 1981 con NY de dokkiri, pubblicato sulla rivista Margaret; i suoi lavori seguenti sono l'opera in un volume solo Serina seisho, ambientata nel mondo del pattinaggio su ghiaccio, e il manga in due volumi Natsu Shinwa, che tratta invece di baseball. Nel 1985 la Aso, ex ginnasta agonistica, pubblica la sua opera più lunga, Hikari no densetsu, che racconta di Hikari Kamijo, una quattordicenne che pratica ginnastica ritmica e sogna di partecipare alle Olimpiadi. Il manga, serializzato su Margaret Magazine e disegnato dall'autrice senza nessun assistente, ha un grande successo, diventando anche un anime, e viene diversi anni dopo esportato in altri paesi, tra i quali l'Italia, dove arriva con il titolo La leggenda di Hikari.
Parallelamente a Hikari no densetsu lavora sulla commedia Natural, la sua seconda opera più lunga, e in seguito pubblica altri lavori ambientati nel mondo dello sport, come Lion Dream (pattinaggio su ghiaccio), Blackbird (equitazione) e Tenshi to Miru Yume (takarazuka), che non riescono però ad attrarre il pubblico e hanno quindi una breve serializzazione.

## Opere
- Usagi no Love Card (うさぎのラブカード?, Usagi no rabu kādo) – volume unico, 1983
- Osharena Suspense (おしゃれなサスペンス?, Osharena sasupensu) – volume unico, 1983
- Usagi no kirameki LOVE (うさぎのきらめきLOVE?) – volume unico, 1984
- Aitsu no koi menu (あいつの恋メニュー?, Aitsu no koi menyū) – volume unico, 1984
- Serina seisho (SERINA聖書?, Serina seisho) – volume unico, 1984
- Natsu no shinwa (夏の神話?) – 2 volumi, 1985
- Love Shot! Jun (ラブショット! JUN?, Rabu shotto! Jun) – volume unico, 1985
- Arimi★SOS (あり美★SOS?, Arimi★Esuōesu) – volume unico, 1985
- La leggenda di Hikari (光の伝説?, Hikari no densetsu) – 16 volumi, 1985-1988
- Natural (ナチュラル?, Nachuraru) – 9 volumi, 1989-1991
- Blackbird (ブラックバード?, Burakkubādo) – 2 volumi, 1992
- Lion Dream (ライオン・ドリーム?, Raion dorīmu) – volume unico, 1992
- Matenrō no tameiki (摩天楼のため息?) – volume unico, 1994
- Tenshi to Miru Yume (天使と魅る夢?) – volume unico, 1994
- Matenrō no aria (摩天楼のアリア?) – volume unico, 1996
- Keiji Karen - 24ji no tokai (刑事かれん -24時の都会-?) – volume unico, 1997
- Sakura! Sakimasutsu (さくら!咲きますッ?) – volume unico, 1999-2000
- Hoho ni kakaru niji (頬にかかる虹?) – 2 volumi, 2006